# This Time Around: Live in Tokyo
This Time Around: Live in Tokyo — концертный альбом британской группы Deep Purple, вышедший в 2001 году.
Представляет собой полную и перемикшированную версию концертного альбома Last Concert in Japan, записанного в «Будокане», Токио, 15 декабря 1975 года в ходе тура в поддержку альбома Come Taste the Band.

## Об альбоме
В 1977 году, после распада группы, в Японии был выпущен концертный альбом под названием Last Concert in Japan. Он состоял из песен, записанных на последнем из декабрьских концертов группы в Японии в 1975 году. Выступления были неудовлетворительными (Томми Болин испытывал серьёзные проблемы с левой рукой вследствие злоупотребления героином); качество выпущенной пластинки было признано низким, и её мировой выпуск был отменён (по словам Гленна Хьюза, «Last Concert in Japan — альбом, который никогда не должен был выходить»). Кадры с этого же концерта вошли в документальный фильм Тони Клингера Rises Over Japan, который был выпущен в 1985 году.
Альбом выпущен под названием одной из песен группы — «This Time Around».

## Список композиций

### Диск 1
1. «Burn» (Дэвид Ковердэйл, Ричи Блэкмор, Джон Лорд, Иэн Пейс) — 8:08
2. «Lady Luck» (Ковердэйл, Джефф Кук) — 2:58
3. «Love Child» (Ковердэйл, Томми Болин) — 4:29
4. «Gettin' Tighter» (Болин, Гленн Хьюз) — 16:02
5. «Smoke on the Water/Georgia on My Mind» (Иэн Гиллан, Блэкмор, Роджер Гловер, Лорд, Пейс)/(Хоаги Кармихаэль, Стюарт Горрелл) — 9:31
6. «Wild Dogs» (Болин, Джон Тэсар) — 6:05

### Диск 2
1. «I Need Love» (Ковердэйл, Болин) — 5:47
2. «Soldier of Fortune» (Ковердэйл, Блэкмор) — 1:47
3. «Jon Lord Solo» (Лорд) — 9:43
4. «Lazy & Drum Solo» (Гиллан, Блэкмор, Гловер, Лорд, Пейс) — 13:07
5. «This Time Around» (Хьюз, Лорд) — 3:38
6. «Owed to G» (Болин) — 3:29
7. «Tommy Bolin Guitar Solo» (Болин) — 7:09
8. «Drifter» (Ковердэйл, Болин) — 4:55
9. «You Keep on Moving» (Ковердэйл, Хьюз) — 5:59
10. «Stormbringer» (Ковердэйл, Блэкмор) — 8:51
11. «Highway Star» (Гиллан, Блэкмор, Гловер, Лорд, Пейс) — 7:30

## Участники записи
- Дэвид Ковердэйл — вокал
- Томми Болин — гитара, бэк-вокал
- Гленн Хьюз — бас-гитара, вокал
- Иэн Пейс — ударные
- Джон Лорд — клавишные, бэк-вокал